# Hoplostethus cadenati
Hoplostethus cadenati es una especie de pez marino de la familia de los traquictiídeos. 
Se encuentra a lo largo de la costa del noroeste de África desde Cabo Verde hasta Sudáfrica. Por lo general, vive cerca del fondo del océano entre 200 y 700 m de profundidad, pero se puede encontrar en un rango de 70 a 1000 m de profundidad. Puede alcanzar longitudes de hasta 30 cm.